# Puna semicircularis
Puna semicircularis is een hooiwagen uit de familie Cranaidae.